# Адміністративний устрій Згурівського району
Адміністративний поділ Згурівського району — адміністративно-територіальний поділ Згурівського району Київської області на 1 селищну і 20 сільських рад, які об'єднують 41 населений пункт та підпорядковані Згурівській районній раді. Адміністративний центр — смт Згурівка.

## Список радЗгурівського району
| №  | Назва                               | Центр                 | Населені пункти                                    | Площа км² | Місце за площею | Населення (2001), чол. | Місце за населенням |
| -- | ----------------------------------- | --------------------- | -------------------------------------------------- | --------- | --------------- | ---------------------- | ------------------- |
| 1  | Згурівська селищна рада             | смт Згурівка          | смт Згурівка с. Щасливе                            |           |                 |                        |                     |
| 2  | Аркадіївська сільська рада          | с. Аркадіївка         | с. Аркадіївка с. Терлещина                         |           |                 |                        |                     |
| 3  | Безуглівська сільська рада          | с. Безуглівка         | с. Безуглівка с. Свобода                           |           |                 |                        |                     |
| 4  | Великокрупільська сільська рада     | с. Великий Крупіль    | с. Великий Крупіль с. Малий Крупіль                |           |                 |                        |                     |
| 5  | Вознесенська сільська рада          | с. Вознесенське       | с. Вознесенське с. Вишневе с. Гречана Гребля       |           |                 |                        |                     |
| 6  | Войтівська сільська рада            | с. Войтове            | с. Войтове с. Софіївка                             |           |                 |                        |                     |
| 7  | Жуківська сільська рада             | с. Жуківка            | с. Жуківка                                         |           |                 |                        |                     |
| 8  | Красненська сільська рада           | с. Красне             | с. Красне с. Олександринівка                       |           |                 |                        |                     |
| 9  | Лизогубово-Слобідська сільська рада | с. Лизогубова Слобода | с. Лизогубова Слобода                              |           |                 |                        |                     |
| 10 | Любомирівська сільська рада         | с. Любомирівка        | с. Любомирівка с. Горбачівка с. Пайки              |           |                 |                        |                     |
| 11 | Малоберезанська сільська рада       | с. Мала Березанка     | с. Мала Березанка с. Левченкове                    |           |                 |                        |                     |
| 12 | Малосупоївська сільська рада        | с. Мала Супоївка      | с. Мала Супоївка                                   |           |                 |                        |                     |
| 13 | Новоолександрівська сільська рада   | с. Нова Олександрівка | с. Нова Олександрівка с. Вільне с. Старе           |           |                 |                        |                     |
| 14 | Новооржицька сільська рада          | с. Нова Оржиця        | с. Нова Оржиця с. Зелене                           |           |                 |                        |                     |
| 15 | Пасківщинська сільська рада         | с. Пасківщина         | с. Пасківщина                                      |           |                 |                        |                     |
| 16 | Середівська сільська рада           | с. Середівка          | с. Середівка с. Олексіївка                         |           |                 |                        |                     |
| 17 | Старооржицька сільська рада         | с. Стара Оржиця       | с. Стара Оржиця                                    |           |                 |                        |                     |
| 18 | Турівська сільська рада             | с. Турівка            | с. Турівка с. Іллінське с. Полковниче с. Урсалівка |           |                 |                        |                     |
| 19 | Усівська сільська рада              | с. Усівка             | с. Усівка                                          |           |                 |                        |                     |
| 20 | Черевківська сільська рада          | с. Черевки            | с. Черевки                                         |           |                 |                        |                     |
| 21 | Шевченківська сільська рада         | с. Шевченкове         | с. Шевченкове с. Володимирське с. Майське          |           |                 |                        |                     |

* Примітки: м. — місто, смт — селище міського типу, с. — село, с-ще — селище